# NGC 6057
NGC 6053 = NGC 6057 ist eine 14,7 mag helle Elliptische Galaxie vom Hubble-Typ E2 im Sternbild Herkules am Nordsternhimmel. Sie ist schätzungsweise 478 Millionen Lichtjahre von der Milchstraße entfernt und hat einen Durchmesser von etwa 85.000 Lichtjahren. Die Galaxie gilt als Mitglied des Herkules-Galaxienhaufens Abell 2151.
Im selben Himmelsareal befinden sich u. a. die Galaxien NGC 6055, IC 1177, IC 1189, IC 1190.
Das Objekt wurde am 6. Juni 1886 vom US-amerikanischen Astronomen Lewis A. Swift entdeckt. Auf Grund eines Versehens bei der Beobachtung von NGC 6055 zwei Tage später notierte Swift wiederum eine Neuentdeckung, die unter NGC 6053 zu einem zweiten Eintrag im Katalog führte. NGC 6057 wird von der Datenbank Simbad der Galaxie PGC 57090 zugeordnet, von Curtney Seligman der Galaxie PGC 57076.